# Снага је у истини
Снага је у истини (рус. сила в правде) је руска фраза која је распрострањена од почетка 21. века. Изводи се из фразе лика из филма Брат 2 редитеља Данила Багрова, објављеног 2000. године.

## Историја
Руска историографија сматра изреку која се приписује Александру Невском: „Бог није у сили, него у истини!“, који се такође често помиње у каснијој репродукцији из 18. века од стране руског команданта Александра Суворова.

## Лингвистичка анализа
Јуриј Разинов, доктор филолошких наука, пише „да јунак „Нове руске приповетке“ Данила Богатир из филма Алексеја Балабанова Брат 2 на силни начин усађује свом прекоокеанском колеги да је „моћ у истини“. А снага истине је, наравно, у њеној директности. Разинов сматра да се тиме потврђује „директан и тврдоглав стил Истине“, који се „испада моћнијим од избегавајућег и лукавог начина Неправде“. „Епска правда прекида, ломи и буквално савија у лук криву линију Неправде“, пише филолог. Истраживач сматра да је парадокс руске историје у томе што теза да је „снага у истини“ постоји у речима, а у ствари препознаје супротан поредак – „ко има снагу, тај има истину“.

## У политици
Странка Прави разлог је као политички слоган странке употребила фразу из филма Брат 2 : „Снага је у истини. Онај ко је у праву јачи је“.
Комунистичка партија Руске Федерације (КПРФ) користила је слоган "Наша снага је у истини!" (Наша сила — в правде).

### Инвазија Русије на Украјину 2022
Током руске инвазије на Украјину 2022. године, латинично слово „V“ примећено је над војним возилима на северу Украјине, укључујући Хостомел, Бучу, у шумама северно од Кијева и близу Димера. „В“ је један од симбола које је Русија одабрала да промовише инвазију на Украјину, а други симболи су, између осталог, „З“. Руско Министарство одбране је касније 3. марта изјавило да је „В“ значило „Наша снага је у истини“, као и „Задатак ће бити извршен“ (рус. задача будет выполнена).